# Локінгтон (Огайо)
Локінгтон (англ. Lockington) — селище (англ. village) в США, в окрузі Шелбі штату Огайо. Населення — 162 особи (2020).

## Географія
Локінгтон розташований за координатами 40°12′27″ пн. ш. 84°14′9″ зх. д. / 40.20750° пн. ш. 84.23583° зх. д. (40.207509, -84.235784).  За даними Бюро перепису населення США в 2010 році селище мало площу 0,21 км², уся площа — суходіл.

## Демографія
Згідно з переписом 2010 року, у селищі мешкала 141 особа в 56 домогосподарствах у складі 42 родин. Густота населення становила 663 особи/км².  Було 64 помешкання (301/км²).
Расовий склад населення:
| - 97,9 % — білих - 0,7 % — азіатів |

До двох чи більше рас належало 1,4 %. Частка іспаномовних становила 0,7 % від усіх жителів.
За віковим діапазоном населення розподілялося таким чином: 22,0 % — особи молодші 18 років, 66,7 % — особи у віці 18—64 років, 11,3 % — особи у віці 65 років та старші. Медіана віку мешканця становила 44,8 року. На 100 осіб жіночої статі у селищі припадало 116,9 чоловіків;  на 100 жінок у віці від 18 років та старших — 111,5 чоловіків також старших 18 років.
Середній дохід на одне домашнє господарство  становив 40 268 доларів США (медіана — 33 750), а середній дохід на одну сім'ю — 44 324 долари (медіана — 37 083). За межею бідності перебувало 4,4 % осіб, у тому числі 0,0 % дітей у віці до 18 років та 4,2 % осіб у віці 65 років та старших.
Цивільне працевлаштоване населення становило 54 особи. Основні галузі зайнятості: освіта, охорона здоров'я та соціальна допомога — 16,7 %, виробництво — 13,0 %, будівництво — 13,0 %.